# كلايد دويل
كلايد دويل (بالإنجليزية: Clyde Doyle)‏ هو محامي وسياسي أمريكي، ولد في 11 يوليو 1887 في الولايات المتحدة، وتوفي بنفس المكان في 14 مارس 1963. حزبياً، نشط في الحزب الديمقراطي.

## مناصب
- انتخب رئيس (1921 – 1922).
- انتخب عضو مجلس النواب الأمريكي (3 يناير 1949 – 14 مارس 1963).
- انتخب عضو  [لغات أخرى]‏.
- انتخب عضو مجلس النواب الأمريكي (3 يناير 1945 – 3 يناير 1947).